# 高崎市・安中市消防組合
高崎市・安中市消防組合（たかさきしあんなかししょうぼうくみあい）は、群馬県高崎市及び安中市の2市が設立している一部事務組合（消防組合）。消防本部の名称は「高崎市等広域消防局」。

## 概要
1970年9月1日に一部事務組合の高崎市等広域市町村圏振興整備組合として設置されて消防事務や組合立の老人休養ホーム等の施設設置及び管理、圏域内の地域交流・地域振興に資する事業などを行っていたが、2012年4月1日より消防事務のみの扱いとなって他の事務は両市や群馬県農業共済組合などへ継承し、名称を「高崎市・安中市消防組合」と改称した。

### 組織
- 組合議会
  - 議員定数：20人（高崎市15人安中市5人）

### 沿革
- 1970年9月1日　高崎市、安中市、群馬郡群馬町、箕郷町、榛名町、倉淵村及び碓氷郡松井田町の2市4町1村により高崎市等広域市町村圏振興整備組合を設立する。
- 1971年4月1日　高崎市、群馬町、箕郷町、榛名町、倉淵村及び松井田町の1市4町1村により高崎市等広域消防組合を設立する。
  - 高崎市消防本部を高崎市等広域消防組合消防本部とする。
  - 高崎市消防本部の1署3分署に加え、群馬町分署、松井田町分署を開設する。
- 1972年3月25日　群馬町分署が新築のうえ移転する。
- 1972年4月1日　安中市の消防組合加入により安中市消防本部より消防職員49人が移行し、安中消防署となり、2署体制となる。榛名町分署、箕郷町分署、倉淵村分署を開設する。
- 1973年7月16日　箕郷町分署が新築のうえ移転する。
- 1977年4月1日　高崎東消防署を開設し、3署体制となる。
- 1978年4月1日　郷原分署を開設する。
- 1979年4月1日　高崎北消防署を開設し、4署体制となる。
- 1981年4月1日　群南分署が新築のうえ移転する。
- 1985年4月1日　西分署を開設する。
- 1988年12月6日　榛名町分署が新築のうえ移転する。
- 1989年10月2日　消防本部及び高崎中央消防署庁舎が新築のうえ移転する。
- 1991年2月22日　松井田町分署が新築のうえ移転する。
- 1996年3月28日　倉淵村分署が新築のうえ移転する。
- 1996年7月1日 - 倉淵村が倉渕村に改称したことに伴い、倉淵村分署を倉渕村分署に改称。
- 1999年4月1日　高崎市等広域消防組合を解散し、高崎市等広域市町村圏振興整備組合に統合する。消防本部の名称を高崎市等広域消防局に改称する。
- 2006年1月23日　群馬町、箕郷町及び倉渕村の高崎市への編入合併に伴い、倉渕村分署を倉渕分署に、箕郷町分署を箕郷分署に、群馬町分署を群馬分署に改称する。
- 2006年3月18日　安中市と松井田町の新設合併に伴い、松井田町分署を松井田分署に改称する。
- 2006年10月1日　榛名町の高崎市編入合併に伴い、榛名町分署を榛名分署に改称する。
- 2010年10月1日　高崎中央消防署に高度救助隊「ART（アドバンス・レスキュー・チーム）」を設置。
- 2011年3月11日　東日本大震災に緊急消防援助隊を派遣。
- 2012年4月1日　新町区域、藤岡市北部の一部区域[注釈 1]。を管轄していた多野藤岡広域消防本部藤岡消防署新町分署が移管され、高崎東消防署新町分署となる。藤岡市北部の一部区域は、同本部藤岡消防署の管轄へ変更される。
- 2012年4月1日　組合の名称を「高崎市・安中市消防組合」へと変更。消防事務のみの扱いとし、他の事務は両市や群馬県農業共済組合などへ継承。議会定員も11人へと改定される。
- 2015年4月25日 ネパール地震に国際消防救助隊を派遣。
- 2015年9月7日　平成27年9月関東・東北豪雨災害を受けて茨城県常総市に緊急消防援助隊を派遣。
- 2016年4月1日　消防無線デジタル化の共同整備に伴い、「たかさき消防共同指令センター」を開設。利根沼田広域消防本部、吾妻広域消防本部、渋川広域消防本部、高崎市等広域消防局、多野藤岡広域消防本部、冨岡甘楽広域消防本部の1局5本部の通信指令業務を一本化する。
- 2016年12月1日　高崎市山名町に南分署を新築のうえ開設する。
- 2018年3月26日　高崎市金古町に群馬分署が新築のうえ移転する。

## 消防局

### 概要
- 管轄は高崎市吉井町区域を除く高崎市と安中市の全域。
- 吉井町区域は、旧多野郡吉井町が高崎市に編入した後も引き続き多野藤岡広域市町村圏振興整備組合へ同市が加入しており、多野藤岡広域消防本部下に吉井消防署が設置されている。
- 新町区域は飛び地だが、旧多野郡新町が高崎市に編入されたため、平成24年4月1日より多野藤岡広域市町村圏振興整備組合から高崎市・安中市消防組合へ移管された。

### 組織
- 消防本部 - 総務課、予防課、警防課、救急課、通信指令課
- 消防署 - 高崎中央消防署、高崎東消防署、高崎北消防署、安中消防署
- 分署 - 西分署、群南分署、新町分署、南分署、倉渕分署、群馬分署、箕郷分署、榛名分署、郷原分署、松井田分署

### 主力機械
2020年4月1日現在
- 水槽付消防ポンプ自動車：18
- 梯子付消防自動車：4（うち屈折はしご付消防ポンプ自動車：1）
- 化学消防車：3
- 指揮車：6
- 広報車：14
- 資材搬送車：3
- 大型水槽車：3
- 救急自動車：19
- 救助工作車：3
- 指揮支援車：2
- 無線中継車：1
- 救急指導車：1
- 津波・大規模風水害対策車：1
- その他：7

【主力機械に関する参考文献：令和2年刊行　消防年報（高崎市等広域消防局）】

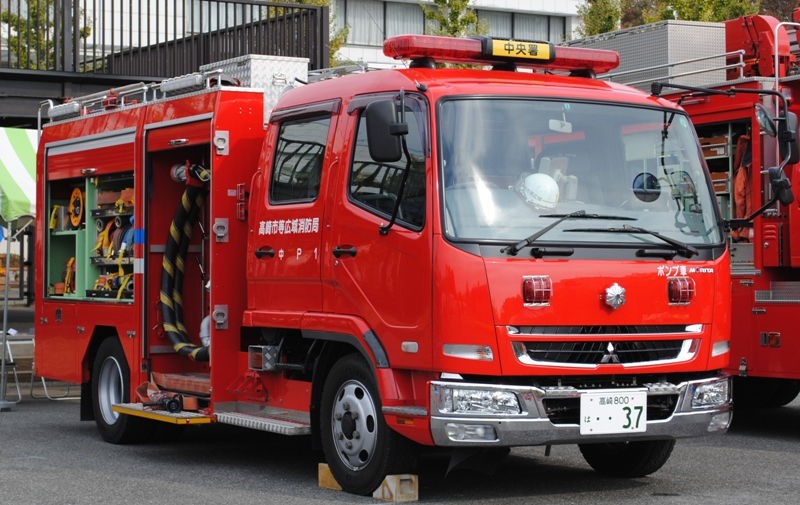
ポンプ車
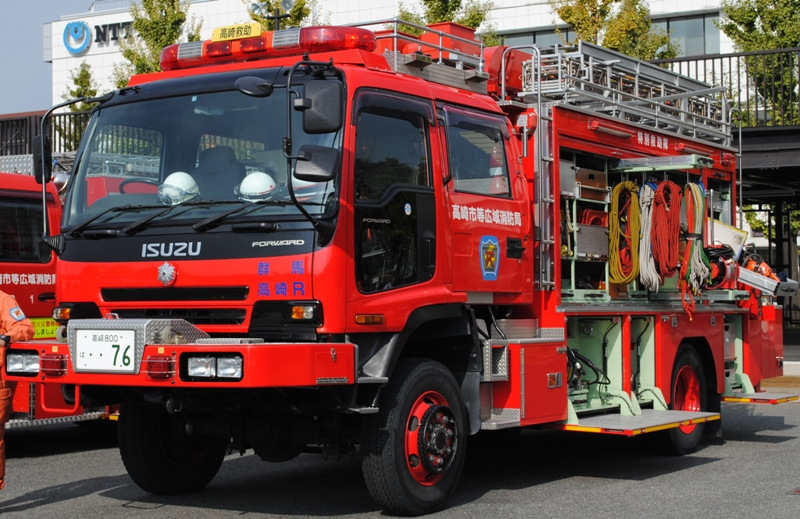
救助工作車
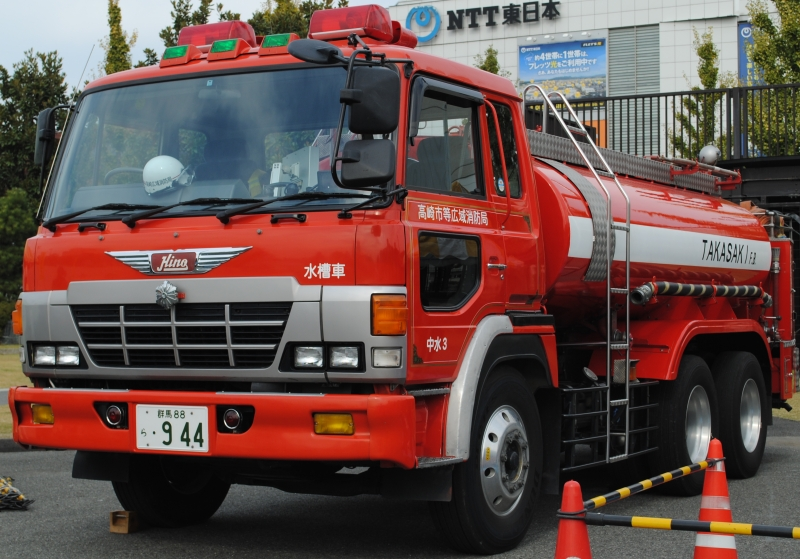
水槽車（更新済み）

### 消防署
| 消防署         | 住所                  | 分署 |
| -------------- | --------------------- | --- |
| 高崎中央消防署 | 高崎市八千代町1-13-10 | 西：高崎市若田町32-8                                                                                      |
| 高崎東消防署   | 高崎市中居町2-21-63   | 群南：高崎市京目町615-1 新町：高崎市新町3152-1 南：高崎市山名町273-3                                      |
| 高崎北消防署   | 高崎市緑町1-27-8      | 倉渕：高崎市倉渕町三ノ倉437 箕郷：高崎市箕郷町西明屋450 群馬：高崎市足門町818-4 榛名：高崎市上里見町249-1 |
| 安中消防署     | 安中市安中1-10-30     | 郷原：安中市郷原135-1 松井田：安中市松井田町五料392-4                                                     |